# 김철웅 (피아노 연주자)
김철웅(1974, 金哲雄)은 평양음악무용대학과 차이콥스키 음악원을 졸업한 조선민주주의인민공화국 출신의 피아니스트이다. 1999년, 25세의 나이에 평양국립교향악단 사상 최연소로 수석피아니스트가 되어 활동을 시작하였으나, 북한의 현실에 염증을 느끼고 탈북해 2008년부터 백제예술대학교 음악과 외래교수로 활동 중이다.

## 유년기
김철웅은 4살의 나이에 어머니의 손에 이끌려 피아노를 처음 배우기 시작했다. 8살이 되던 해에 평양음악무용대학에 조기입학하여 본격적으로 피아노를 배우기 시작했다. 1994년 제 10회 차이콥스키 국제 콩쿠르에 참가하여 차이콥스키 음악원의 류드밀라 교수의 눈에 띄어 1995년부터 4년간 유학생활을 했다.

## 탈북 계기
2011년 7월 가진 한 언론과의 인터뷰에서 김철웅은 "2001년 여자친구에게 리처드 클레이더만의 곡 〈가을의 속삭임〉을 연주하다가 신고를 당해 자기비판서 10장을 쓴 것이 탈북의 계기라고 밝혔다. 누군가가 '김철웅이 반동음악을 연주한다'고 신고한 것이었다.